# Letiště Přibyslav
Letiště Přibyslav (kód ICAO: LKPI) je veřejné vnitrostátní letiště nacházející se v nadmořské výšce 531 metrů východně od Přibyslavi. Je určeno pro letouny, vrtulníky, kluzáky, ultralehká letadla a volné balony.